# System wspomagania decyzji
System wspomagania decyzji (ang. decision support system, DSS) – system dostarczający informacji i wiedzy, wykorzystywany przy podejmowaniu decyzji, głównie przez kierownictwo średniego i wysokiego szczebla oraz analityków korporacyjnych. W efekcie wykorzystania systemów DSS uzyskuje się raporty i zestawienia, które dostarczane są kierownictwu w ramach systemów informowania kierownictwa (executive information systems (EIS)). Dlatego też często systemy EIS określane są jako specjalizowana forma DSS.
Od końca lat 80. rozwija się też w różnych gałęziach przemysłu tzw. wysokiego ryzyka, medycynie i dla zarządzania zagrożeniami „inteligentne” DSS (IDSS) wykorzystujące technologie sztucznej inteligencji, systemy ekspertowe oraz modelowanie operacyjne i kognitywistyczne procesów decyzyjnych. Celem tych systemów jest zastępowanie lub wspomaganie złożonych, lecz już dobrze zdefiniowanych funkcji rozumowania.
Samo pojęcie „systemy wspomagania decyzji” pierwszy raz opisał w swojej pracy doktorskiej S. Morton w 1971 r. Nazwę DSS (decision support systems – systemy wspomagania decyzji) utrwalono na początku lat 80. w USA, Europie, również w Polsce. Wraz z pojawieniem się mikrokomputerów budowa SWD (systemy wspomagania decyzji) nabrała rozmachu i przyspieszenia.
Koszty wdrożenia systemu wahają się w granicach od kilku tysięcy do kilku milionów złotych w zależności od rodzaju systemu, jego wielkości i ilości modułów.

## Ewolucja DSS
Przez ostatnie 10 lat zmieniała się nazwa programów wspomagających decyzję – od EIS (executive information systems) poprzez DSS (decision support systems) aż do systemów BI (business intelligence).

### Executive information systems
Programy EIS – systemy informowania kierownictwa – były zwykle budowane przez zespoły programistów przy użyciu języka C++ lub 4GL, aby umożliwić menedżerom i szefom firm łatwe i proste otrzymywanie wybranych informacji o kondycji ich przedsiębiorstwa. W wielu przypadkach aplikacje EIS miały predefiniowane zestawy zapytań, wyposażone w szereg parametrów ustawianych przez użytkownika. Rezultatem zapytań były tabele lub wykresy. Działalność aplikacji EIS była ograniczona tylko do tych zastosowań, które określili wcześniej programiści. Rodzaj informacji jakie dostarczały EIS dotyczył zwykle sprzedaży ogólnej, sprzedaży poszczególnych produktów czy liczby produktów sprzedanych w okresie rozliczeniowym. Jakiekolwiek nietuzinkowe pytania biznesowe, wymagające głębszych analiz wymagały skorzystania z usług informatyka, który pisał zapytania w języku SQL i formatował odpowiedzi w formie raportu.

### Decision support systems
Aplikacje DSS – systemy wspomagania podejmowania decyzji – należały do pierwszej generacji oprogramowania, które w sposób dynamiczny generowały zapytania SQL w celu uzyskania takiej informacji, jaką użytkownik DSS chce zobaczyć. Pozwalają one w sposób efektywny wyodrębnić dane z relacyjnej bazy danych bez konieczności zrozumienia czy nauczenia się pisania skryptów SQL. W odróżnieniu od aplikacji EIS, programy DSS mogły dotyczyć różnych zastosowań, pod warunkiem, że ich opis był przechowywany w relacyjnej bazie danych. Na dodatek użytkownik DSS mógł zadawać pytania w szerokim zakresie zastosowań w biznesie, a uzyskane informacje-odpowiedzi mógł w prosty sposób formatować w bardziej zrozumiałe prezentacje. Pytania zadawane przez użytkowników DSS mogą dotyczyć o wiele bardziej złożonych spraw niż to co oferował EIS. I tak w aplikacji DSS możemy zadawać pytania takie jak: Jak wielu klientów korzysta z usług firmy? Jaki jest najlepiej sprzedający się produkt? Jaki jest najgorzej sprzedający się produkt?

### Business intelligence
Uwieńczeniem ewolucji zmian oprogramowania DSS stały się pierwsze aplikacje BI (Business Intelligence), czyli systemy dostarczające kompleksowych informacji, wspierające podejmowanie decyzji na wszystkich szczeblach zarządzania przedsiębiorstwem. Tego typu aplikacje oparte na interfejsach sieciowych pozwalają użytkownikowi łatwo wybierać interesujące go dane z jednego lub wielu źródeł i mogą dotyczyć wielu zastosowań – a wszystko po to, żeby służyć pomocą we właściwym podejmowaniu decyzji na poziomie zarządzania przedsiębiorstwem. W skład aplikacji BI wchodzą: DSS, aplikacje przeznaczone do przetwarzania online (OLAP), aplikacje do tworzenia statystyk oraz aplikacje do analizy związków między danymi (eksploracja danych – data mining) – korelacji, związków przyczynowo-skutkowych itp.

## Składniki SWD
Trzy podstawowe składniki architektury systemu wspomagania decyzji to:
- baza danych (lub baza wiedzy)
- model (np. decyzyjny, kryteria użytkownika)
- interfejs użytkownika

Sami użytkownicy są także ważnymi elementami w architekturze.

### Development frameworks
Systemy SWD nie różnią się całkowicie od innych systemów i wymagają uporządkowanego podejścia. Tak jak i frameworki zawierają ludzi, technologie i koncepcje rozwoju.
Poziomy technologii SWD (oprogramowania i sprzętu) mogą zawierać:
- Konkretne zastosowania, które będą używane przez użytkownika. To jest ta część aplikacji, która umożliwia podjęcie decyzji w danej dziedzinie problemu. Użytkownik może działać w obrębie tego problemu.
- Generator zawierający środowisko oprogramowania/sprzętu, która umożliwia ludziom łatwe rozwijanie specyfikacji aplikacji SWD. Poziom ten korzysta z narzędzi bądź systemów takich jak Crystal, AIMMS i iThink.
- Narzędzia zawierające oprogramowanie/sprzęt niższego poziomu. Generatory SWD zawierają języki, biblioteki funkcji i moduły łączące.

Iteracyjny rozwój pozwala SWD być zmienionym i przebudowanym w różnych odstępach czasu. Gdy system jest już zaprojektowany musi być sprawdzony i poprawiony aby uzyskać pożądany efekt.

### Klasyfikacja
Jest kilka sposobów na sklasyfikowanie aplikacji SWD. Nie każdy SWD pasuję do jednej kategorii, może być połączeniem dwóch lub więcej architektur.
Holsapple i Whinston sklasyfikowali SWD w następujące sześć frameworków:
- SWD zorientowany na tekst,
- SWD zorientowany na bazę danych,
- SWD zorientowany na arkusz kalkulacyjny,
- SWD zorientowany na rozwiązywanie problemów,
- SWD zorientowany na zasady,
- i złożony SWD.

Złożony SWD jest najbardziej popularną klasyfikacją dla SWD. Jest to hybrydowy system, który zawiera dwie lub więcej z pięciu podstawowych struktur opisanych przez Holsapple’a i Whinstona.
Wsparcie dawane przez SWD można podzielić na trzy odrębne, powiązane ze sobą kategorie:
- osobiste wsparcie,
- grupowe wsparcie
- i wsparcie organizacyjne.

Komponenty SWD mogą być sklasyfikowane jako:
- Dane wejściowe: czynniki, numery i cechy do analizy;
- Wiedza użytkownika i doświadczenie: dane wejściowe wymagają samodzielnej analizy przez użytkownika;
- Dane wyjściowe: przekształcone dane, z których są generowane „decyzje” SWD;
- Decyzje: Wyniki wygenerowane poprzez SWD opierający się na kryteriach użytkownika.

SWD, które wykonują wybrane funkcje poznawcze w zakresie podejmowania decyzji i są oparte na sztucznej inteligencji bądź technologii inteligentnych agentów nazywane są inteligentnymi systemami wspierania decyzji.